# Amtliches Verzeichnis der Ortsnetzkennzahlen

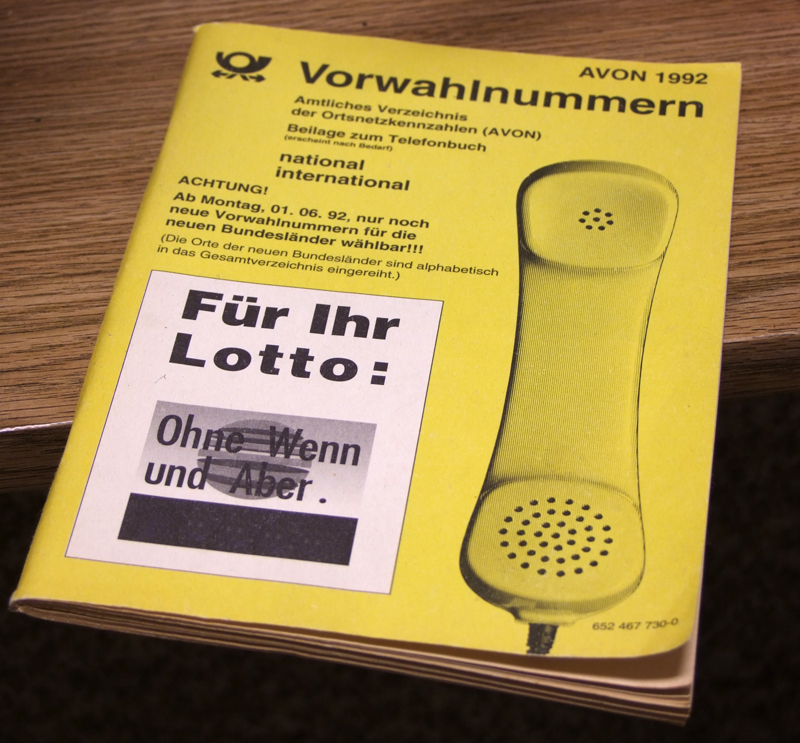
AVON von 1992

Amtliches Verzeichnis der Ortsnetzkennzahlen (Abkürzung: AVON) war das Verzeichnis der Telefonvorwahlnummern in Deutschland. Herausgegeben und bearbeitet wurde es vom Fernmeldetechnischen Zentralamt in Darmstadt im Auftrage der Deutschen Bundespost und später der Deutschen Telekom.
Das AVON erschien nur nach Bedarf als Beilage zum Telefonbuch. Es enthielt neben allen deutschen Vorwahlen eine Auswahl an internationalen Vorwahlnummern. Für einige dieser Länder gab es ausführliche kostenlose Vorwahlnummern-Verzeichnisse, welche beim Fernmeldeamt Gießen bestellt werden konnten.

## Geschichtliche Entwicklung

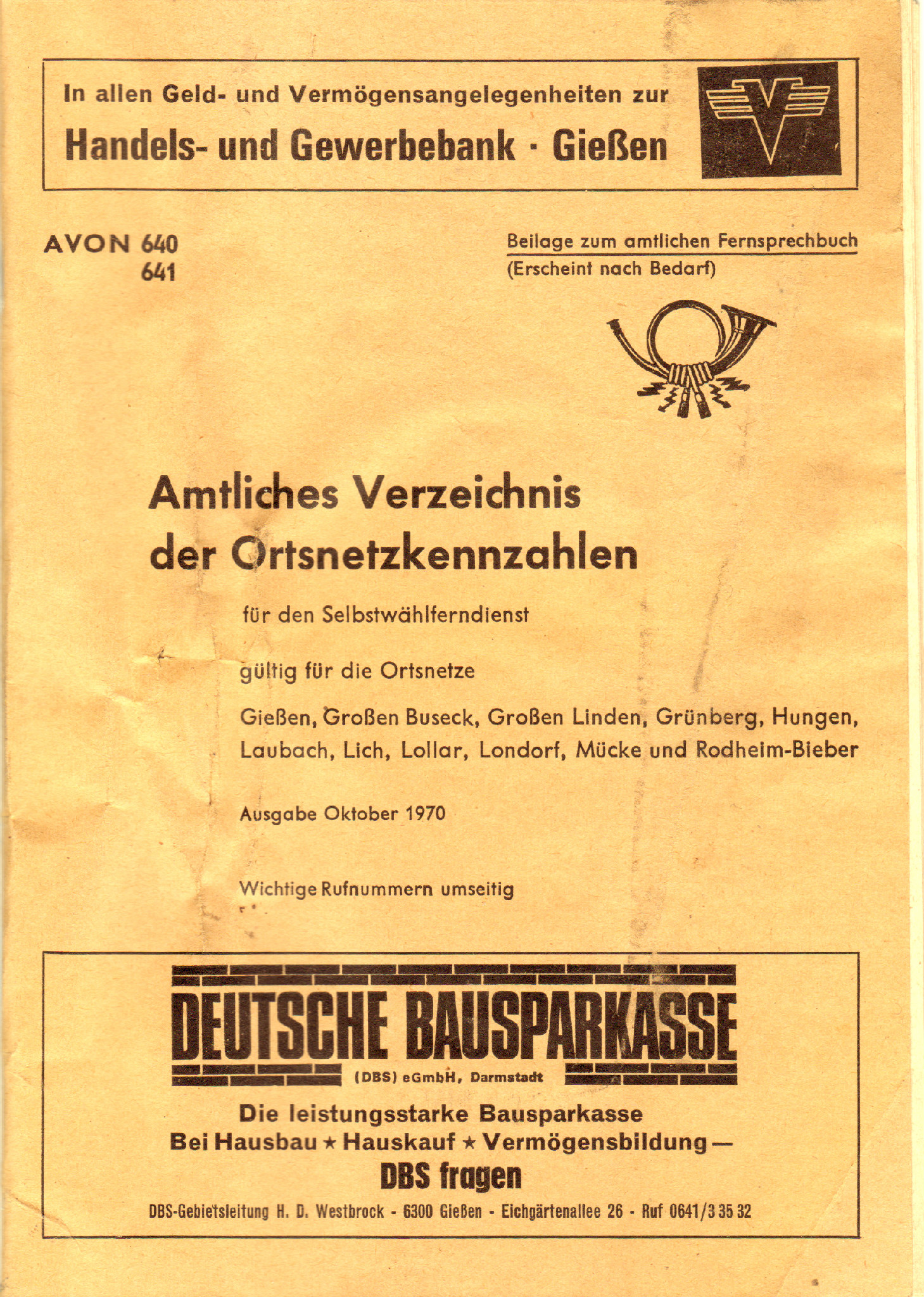
AVON von 1970, nur für die Vorwahlbereiche 640 und 641 (Gießen, Großen Buseck, Großen Linden, Grünberg, Hungen, Laubach, Loch, Lollar, Londorf, Mücke und Rodheim-Bieber)

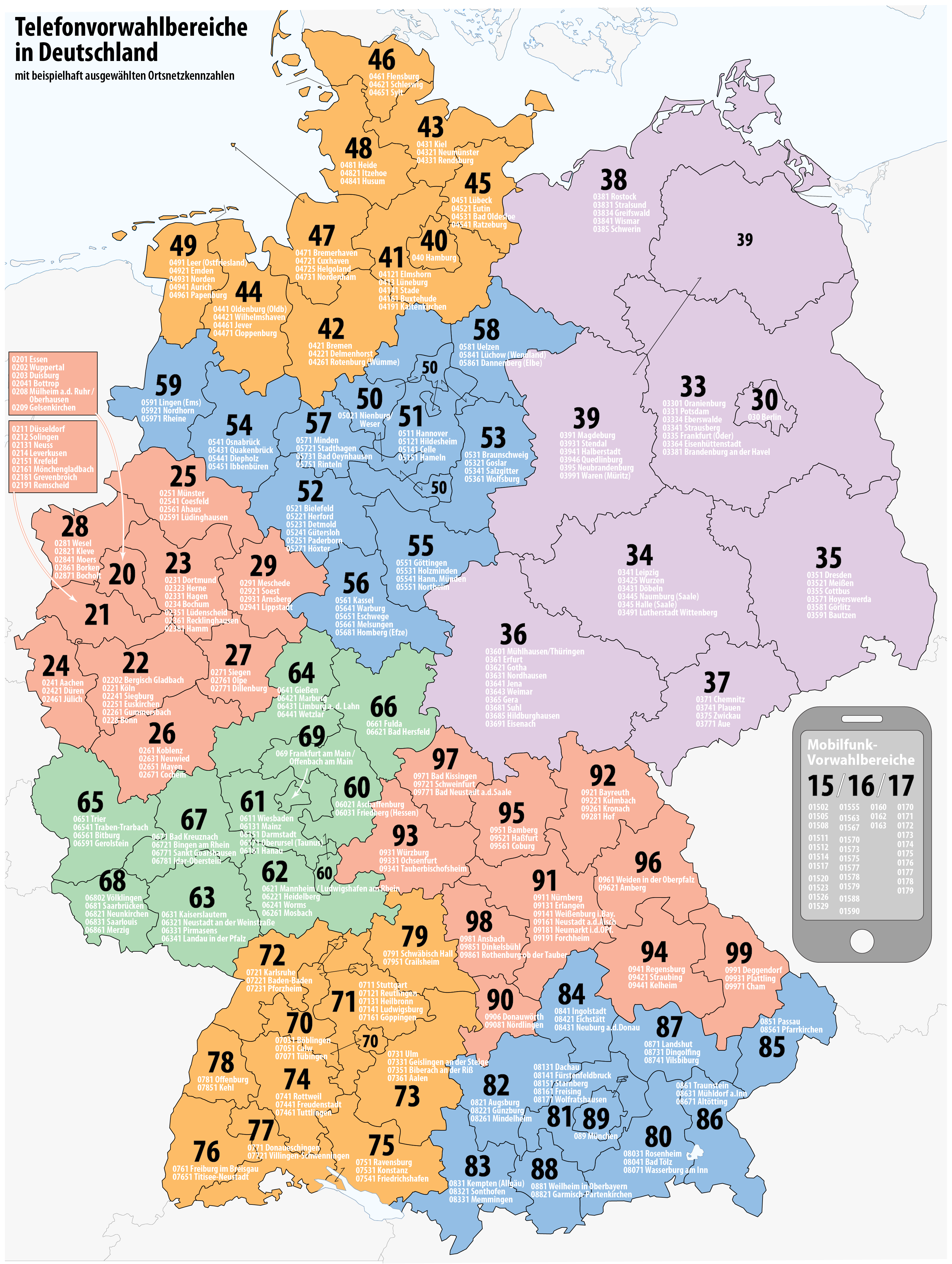
Ortsvorwahlbereiche in Deutschland, seit 1. Juni 1992.

Die von jedem Ortsnetz im Selbstwählferndienst (SWFD) zugelassenen Ortsnetze waren Ende der 1960er Jahre in einem „Amtlichen Verzeichnis der Ortsnetzkennzahlen für den Selbstwählferndienst“ kurz: AVON enthalten, das dem amtlichen Fernsprechbuch bei der Ausgabe beigegeben oder den Fernsprechteilnehmern besonders übersandt wurde. Aus diesem Verzeichnis konnten die zum SWFD zugelassenen Ortsnetze der Bundesrepublik und eine Auswahl der zum SWFD zugelassenen Orte des Auslands mit den dazugehörigen Ortsnetzkennzahlen sowie Länderkennzahlen und die jeweilige Sprechdauer für eine Gebühreneinheit entnommen werden. Anfang der 1970er Jahre war auf der Vorderseite des Umschlags die Namen der Ortsnetze angegeben, für die das AVON gültig war, in der Regel handelte es sich dabei jeweils um die Ortsnetze des Bereiches einer Knotenvermittlungsstelle. Später enthielt das AVON alle Ortsnetze der Bundesrepublik.
Bis in die 1990er Jahre enthielt das AVON auf der letzten Umschlagseite „Wichtige Hinweise zur Vorsorge und Eigenhilfe des Bürgers – zum Selbstschutz“ des Bundesverband für den Selbstschutz. Das erste Gesamtdeutsche AVON nach der Wiedervereinigung erschien anlässlich der Neunummerierung der neuen Bundesländer zum 1. Juni 1992.
Das Verzeichnis hieß zuletzt einfach „Das Vorwahlverzeichnis“ und wurde letztmals 2001 in gedruckter Form aufgelegt. Seither erfüllen Internetsuchseiten den Zweck dieses Verzeichnisses.